# 旁吉古尔县

所在位置

旁吉古尔县(乌尔都语: پنجگور)，为巴基斯坦俾路支省的一个县，位于该省西部。总人口约38万。县治位于旁吉古尔。2024年1月16日，伊朗对此地发动了空袭。

## 建制沿革
旁吉古尔县原为莫克兰县的一个乡。1977年，莫克兰县升格为莫克兰专区，旁及古尔乡相应的升格为旁吉古尔县。